# Rasys Enwog Nos Galan

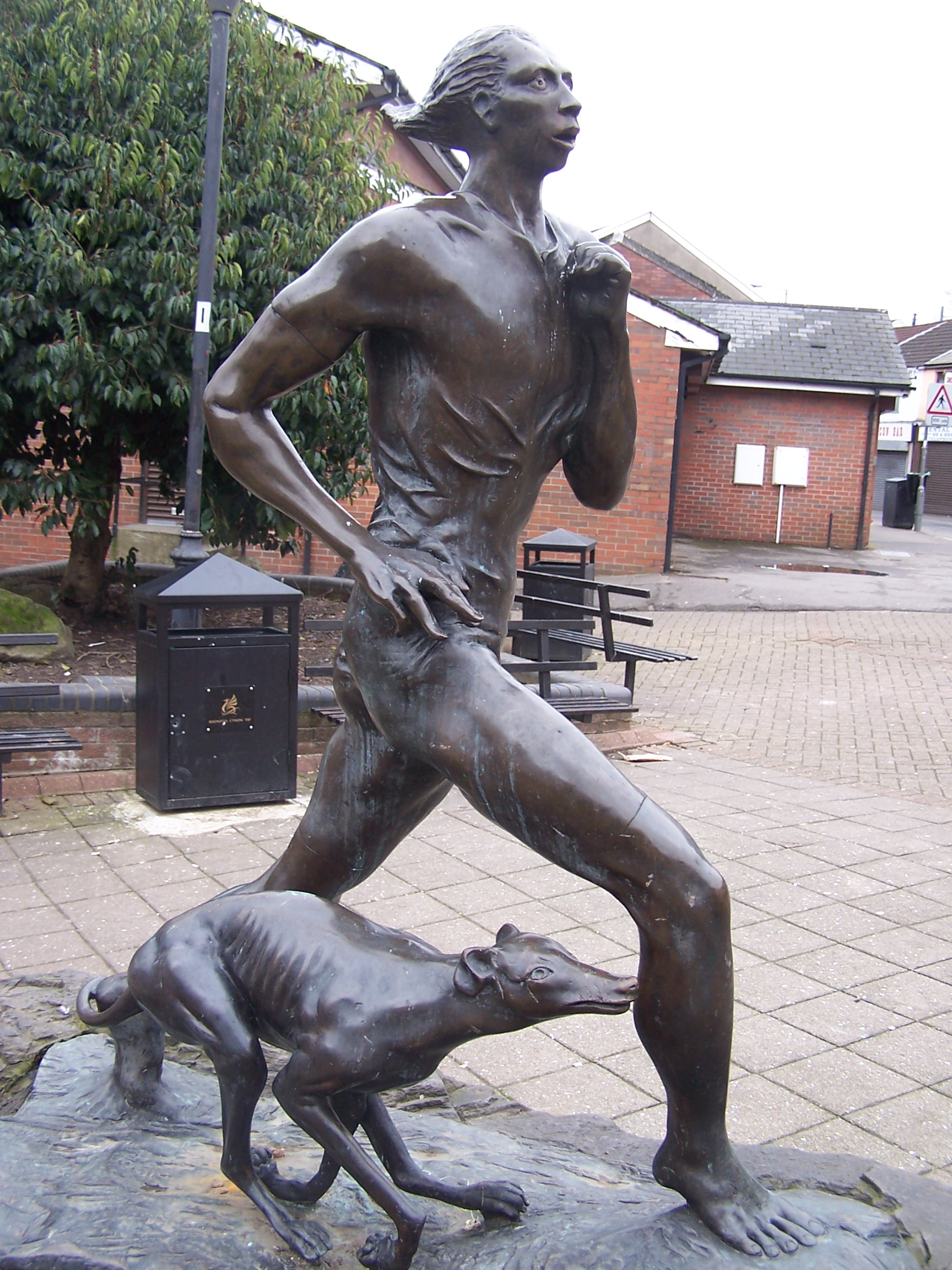
Statua di Guto Nyth Brân, Oxford Street, Mountain Ash

La Rasys Enwog Nos Galan è una corsa non competitiva di 5 km che si tiene il 31 dicembre di ogni anno a Mountain Ash, nella Cynon Valley, Galles meridionale.
La marcia celebra la vita del podista gallese Guto Nyth Brân. Ideata nel 1958 dall'atleta locale Bernard Baldwin, segue il percorso della prima corsa competitiva effettuata da Bran.
Seguita televisivamente dalla BBC, la marcia è parte integrante delle tradizionali celebrazioni per l'arrivo dell'anno nuovo; nel 1973 fu fermata per le obiezioni della polizia di Glamorgan, che riteneva causasse troppi disagi al traffico, ma nel 1984 la corsa ripartì con un'edizione ridotta a 1 miglio e a cui presero parte solo 14 persone.
Fra i partecipanti ogni anno viene invitata una celebrità, tipicamente uno sportivo locale, che ha il ruolo del mystery runner: dopo la Messa a Llanwynno questi depone una corona sulla tomba di Guto Nyth Bran. Dopodiché viene accesa una torcia, che viene portata a Mountain Ash, dove ha luogo la corsa vera e propria: due giri di un circuito all'interno del centro storico. La corsa era inizialmente programmata per terminare a mezzanotte, ma è stata negli anni poi anticipata alle 21:00 per motivi di intrattenimento familiare.